# 農事組合法人
農事組合法人（のうじくみあいほうじん）は、農業協同組合法に基づいて設立される「組合員の農業生産についての協業を図ることによりその共同の利益を増進することを目的とする」日本の法人である。
扱うことのできる事業は農業に関連するものに限られ、組合員は原則として農民に限られる。

## 概要
- 農事組合法人は、その名称中に農事組合法人という文字を用いなければならない。(第72条の5第1項)
- 法人は、次の事業の全部又は一部を行うことができる(第72条の10)。

1. 農業に係る共同利用施設の設置又は農作業の共同化に関する事業
2. 農業の経営　（組合員に出資をさせない農事組合法人の場合、これを行うことはできない）
3. 前二号の事業に附帯する事業

- 法人の構成員は次の者に限る(第72条の13第1項)。

1. 農民
2. 農業協同組合又は農業協同組合連合会
3. 当該農事組合法人に農業経営基盤強化促進法第7条第3号に掲げる事業に係る出資を行つた農地中間管理機構
4. 当該農事組合法人からその事業に係る物資の供給若しくは役務の提供を受ける者又はその事業の円滑化に寄与する者であつて、政令で定めるもの（員外従事者）

- 員外従事者等は、総組合員の数の3分の1を超えてはならない。(第72条の13第3項)
- 設立には3人以上の農民が発起人となることが必要。(第72条の32第1項)
- 理事を最低1人置かなければならず、すべての理事は農民である組合員でなければならない。(第72条の17)。
- 組合員は1人1票の議決権を持つ。(第72条の14第1項)

## 関連文献
- CiNii>農事組合法人